# Chorvatské euromince
Chorvatské euromince jsou v oběhu od 1. ledna 2023.

## Historie
Chorvatsko přistoupilo k Evropské unii a potažmo k Evropské měnové unii 1. července 2013. Při svém vstupu do EU se zavázalo zavést na svém území euro po splnění předpsaných podmínek – tzv. Maastrichtských kritérií. V době vstupu Chorvatska do EU byl předpokládaný termín přijetí eura v Chorvatsku 1. leden 2016. Jednou z podmínek zavedení eura setrvání kuny minimálně 2 roky v ERM II, do kterého se kuna zapojila 10. července 2020. Fixní měnový kurz je 1 EUR = 7.53450 HRK. Zavádění cen v eurech v obchodech však začalo již v říjnu 2022. Vstup do eurozóny a zavedení eura proběhlo 1. ledna 2023. 
Během celého roku 2023 lze na pobočkách chorvatských bank, chorvatské pošty a agentury FINA vyměnit hotovost v kunách za eura bez poplatku v pevném směnném kurzu 1 EUR = 7.53450 HRK.
Mince původní chorvatské kuny lze u centrální banky Chorvatska vyměnit za eura do 31. prosince 2025 a bankovky bez časového omezení.

## Vzhled mincí
Na chorvatských euromincích se vyskytují čtyři rozdílné motivy:
- 1c, 2c, 5c – Hlaholice s chorvatským šachovnicovým vzorem v pozadí
- 10c, 20c, 50c – Nikola Tesla s chorvatským šachovnicovým vzorem v pozadí
- 1€ – Kuna s chorvatským šachovnicovým vzorem v pozadí
- 2€ – Mapa Chorvatska s chorvatským šachovnicovým vzorem v pozadí. Na hraně 2 eurové mince je nápis : O liepa O Draga O Slatka Slobodo (česky Ó krásná, Ó , drahá, Ó , sladká svobodo).

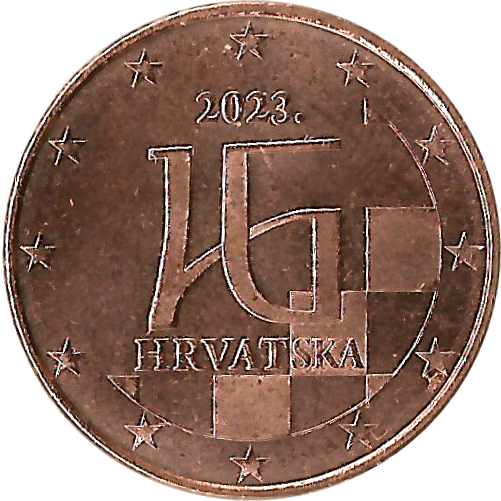
revers 1 cent, 2 centy, 5 centů
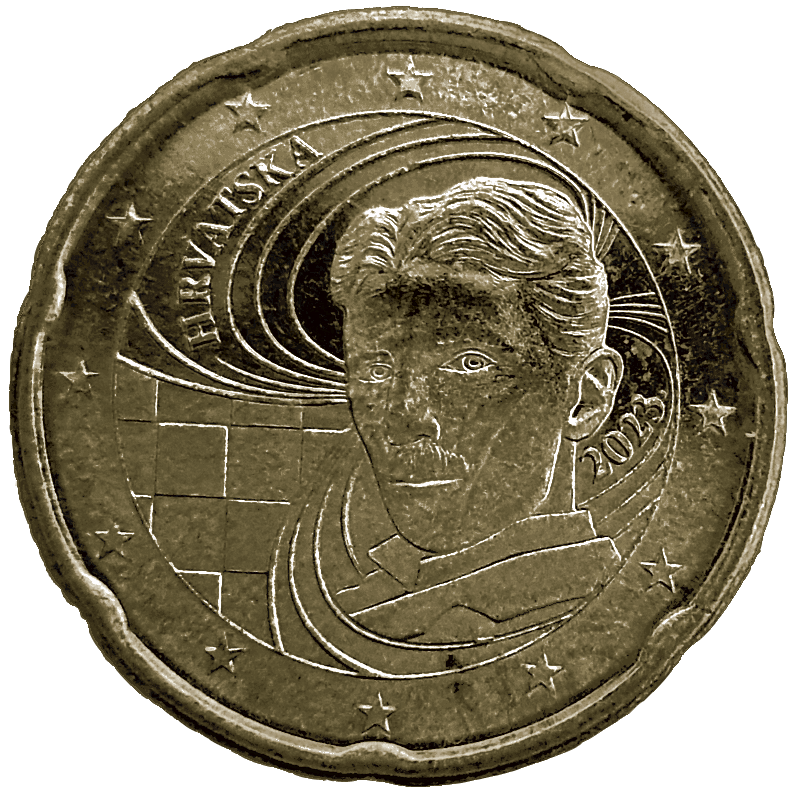
revers 20 centů
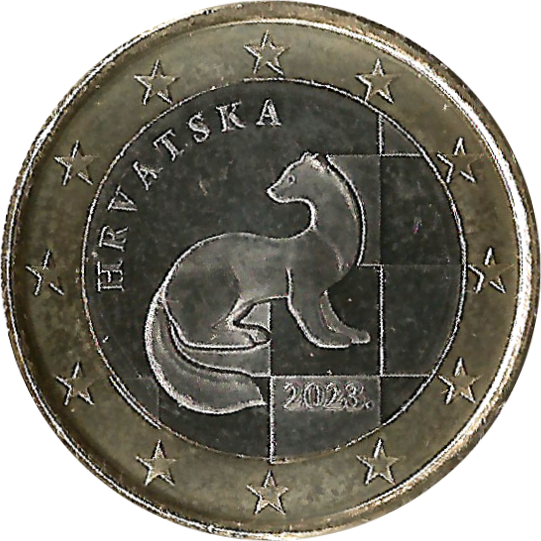
revers 1 euro
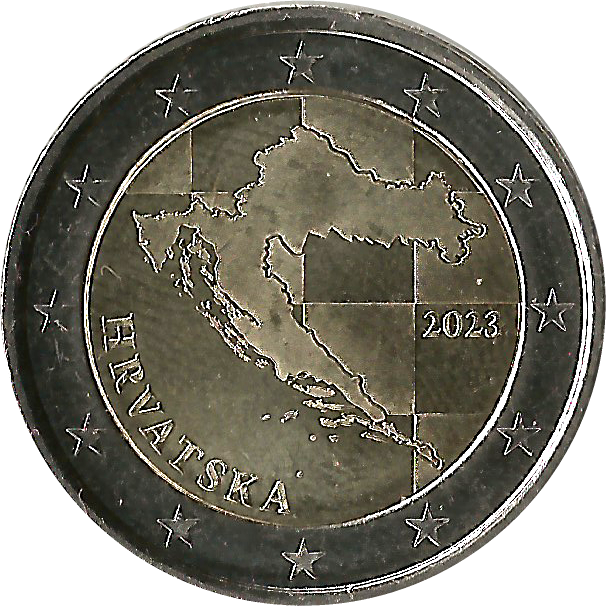
revers 2 eura
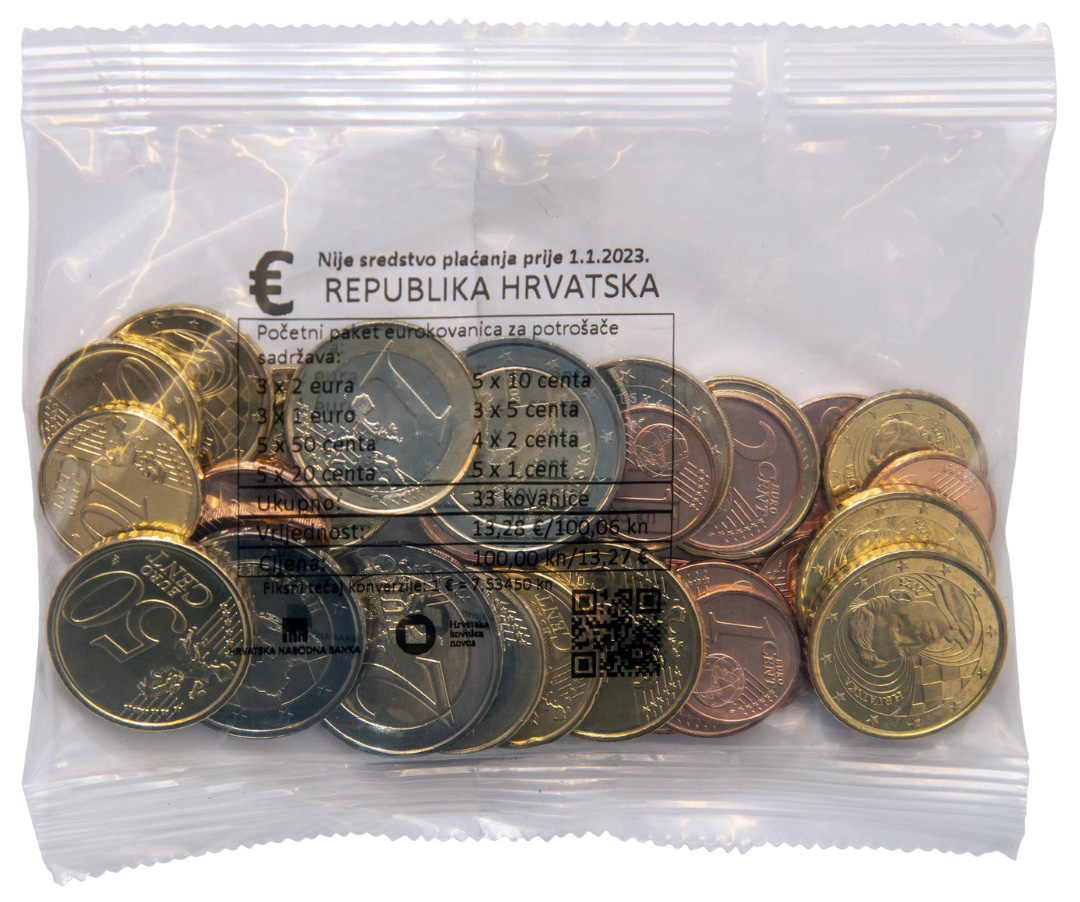
Mince ve startovacím balíčku

## Pamětní mince

### Dvoueurové oběžné mince
Následující tabulka zahrnuje 2€ pamětní mince vydané od roku 2023.
1. 2023 – zavedení eura jako oficiální měny Chorvatska dne 1. ledna 2023
2. 2024 – chorvatské město Varaždín
3. 2024 – 500 let od úmrtí Marka Maruliće